# Edwin Hewitt

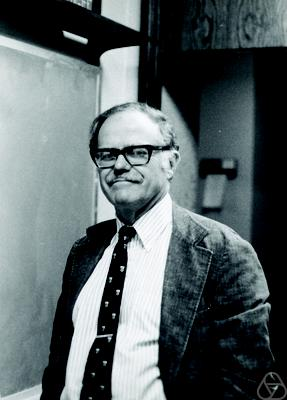
Edwin Hewitt

Edwin Hewitt (* 20. Januar 1920 in Everett (Washington); † 21. Juni 1999) war ein US-amerikanischer Mathematiker, der sich mit harmonischer Analysis beschäftigte.

## Leben
Hewitt war der Sohn eines Anwalts und ging in Everett, Seattle, St. Louis und Ann Arbor zur Schule. Ab 1936 studierte er Mathematik an der Harvard University, wo er 1942 bei Marshall Stone promovierte (On a problem of set theoretic topology). Nach dem Wehrdienst bei den United States Army Air Forces im Zweiten Weltkrieg war er 1945/46 als Guggenheim Fellow am Institute for Advanced Study. Danach war er Assistant Professor am Bryn Mawr College und der University of Chicago, bevor er 1954 Professor an der University of Washington in Seattle wurde, wo er bis zu seiner Emeritierung blieb, bis auf zwei Unterbrechungen als Professor an der Yale University 1959 und an der University of Texas at Austin 1972/73. Er hatte zahlreiche Gastprofessuren, unter anderem an der Universität Uppsala, in Australien, am Steklow-Institut in Moskau, an der Universität Erlangen-Nürnberg, in Singapur, Alaska (Fairbanks), Sapporo (Hokkaido-University). Da er französisch, schwedisch, russisch, japanisch und deutsch sprach, lehrte er häufig in den Sprachen der Gastuniversität.
Hewitt beschäftigte sich mit abstrakter harmonischer Analyse (Verallgemeinerungen der Fourieranalyse für lokalkompakte abelsche Gruppen und kompakte nichtabelsche Gruppen, statt des Kreises bzw. der reellen Zahlengeraden im Fall der Fourierreihen). Darüber schrieb er mit Kenneth A. Ross (Professor an der University of Oregon) sein zweibändiges Standardwerk Abstract Harmonic Analysis in der Grundlehren der mathematischen Wissenschaften Reihe des Springer Verlags.
Er übersetzte auch verschiedene russische Bücher ins Englische, zum Beispiel die Elements of Representation Theory von Alexander Kirillow.

## Schriften
- mit Kenneth A. Ross Abstract Harmonic Analysis, Springer Verlag, Bd. 1, 1963, 2. Auflage 1979, Bd. 2 1970
- mit Karl Stromberg: Real and abstract analysis: a modern treatment of the theory of functions of a real variable, Springer 1965, 1975
- Theory of functions of a real variable, New York, Rinehart and Winston 1960